# Die Höhle der Löwen/Staffel 1
Die erste Staffel der deutschen Show Die Höhle der Löwen war vom 19. August bis zum 14. Oktober 2014 beim deutschen Free-TV-Sender VOX zu sehen. Die Moderation übernahm Ermias Habtu. Als „Löwen“ wurden Lencke Steiner, Judith Williams, Vural Öger, Jochen Schweizer und Frank Thelen ausgewählt.

## Episoden
Aufgrund der überdurchschnittlichen Einschaltquoten verlängerte VOX die 1. Staffel kurzfristig um eine neunte Folge, die aus dem Wiedersehen von Unternehmen aus den ersten Folgen, sowie vier neuen Start-Ups bestand.

| Nr. (ges.) | Nr. (St.) | Teilnehmer | Premiere D    | Zuschauer |
| ---------- | --------- | --- | ------------- | --------- |
| 1          | 1         | Crispy Wallet ✓, Brümmi easysafe ×, Zuckerzahn ×, Q-Milk ×, Mexican Tears ×, Saunaspaß ×, Wellmed Allergo ○          | 19. Aug. 2014 | 1,80 Mio. |
| 2          | 2         | Convida ×, Mycleaner ○, Headis ×, Beli-Luu ○, Michael Hilgers ×, Denttabs ×, Jobbello ×                              | 26. Aug. 2014 | 1,71 Mio. |
| 3          | 3         | Knüppelknifte ×, Twinkle Kid ✓, Zlideon ×, Softstepheels ×, Bewusstsein ×, Le Petit Raisin ○, Paul Ketz Pfandring ×  | 2. Sep. 2014  | 1,75 Mio. |
| 4          | 4         | Catewalker ×, erdbär - Freche Freunde ×, Meisterclass ×, Musicworks ✓, Feralstuff ×, Locca ○                         | 9. Sep. 2014  | 1,77 Mio. |
| 5          | 5         | St. Erhard ×, my-lovesong.de ○, Ingirl Fashion ×, Vepura ○, Ella & Paul ×, Chirotractor ×                            | 16. Sep. 2014 | 1,89 Mio. |
| 6          | 6         | La Mode Abyssale ×, Knick'n'Clean ×, Meine Spielzeugkiste ✓, Clevershower ×, Bonds ×, Twins Fitness ×, Gobl Gürtel ✓ | 23. Sep. 2014 | 1,83 Mio. |
| 7          | 7         | Hip Trips ✓, Fischbar ×, Snugglepad ×, Holzhackmanschette ×, Adamus ○, K&K - Pirate Business ×, Bob Barrel ×         | 30. Sep. 2014 | 1,87 Mio. |
| 8          | 8         | G-Flop ×, M.A.K.S Therapiesack ○, Abschleppstopp ×, Protero ×, Scube ×, Plöpper ×, Calmdura ○                        | 7. Okt. 2014  | 2,02 Mio. |
| 9          | 9         | Clicc ×, Ice2Go ×, Kleiderei ×, Foodist ×                                                                            | 14. Okt. 2014 | 1,89 Mio. |

## Gründer und Unternehmen
Die erste Spalte mit der Überschrift # entspricht der Episodennummer der Staffel und der Reihenfolge des Auftritts in der Sendung.
| #   | Name | Gründer                                                              | Kapitalbedarf    | Anteile  | Bewertung   | Investment                                              | Investor                                                 |
| --- | --- | -------------------------------------------------------------------- | ---------------- | -------- | ----------- | ------------------------------------------------------- | -------------------------------------------------------- |
| 1.1 | Crispy Wallet Portemonnaies und Schutzhüllen aus recycelten Kunstfasern (Tyvek)                                           | David Hagenkötter, Marvin Metzke                                     | 100.000€         | 20%      | 500.000€    | je 50.000 für 20% = 100.000€ für 40%                    | Lencke Steiner Frank Thelen                              |
| 1.2 | Brümmi easysafe Türkralle für PKWs, die das gewaltlose Eindringen verhindern soll                                         | Michael Brümmer                                                      | 50.000€          | 20%      | 250.000€    | nein                                                    | nein                                                     |
| 1.3 | Zuckerzahn Vermietung von mobilen Candybars mit Candydessen                                                               | Kanika Kaltenberg, Stephan Baltroweit                                | 50.000€          | 10%      | 500.000€    | nein                                                    | nein                                                     |
| 1.4 | Q-Milk Naturkosmetiklinie auf Basis von Kuhmilch                                                                          | Anke Domaske                                                         | 500.000€         | 3%       | 16.666.667€ | nein                                                    | nein                                                     |
| 1.5 | Mexican Tears Chilisaucen mit unterschiedlichen Stärkegraden                                                              | David Weyhe                                                          | 55.000€          | 15%      | 366.667€    | nein                                                    | nein                                                     |
| 1.6 | Saunaspaß Mobile Sauna in Fassform                                                                                        | Melanie Rathje                                                       | 50.000€          | 20%      | 250.000€    | nein                                                    | nein                                                     |
| 1.7 | Wellmed Allergo Beheizbare Anti-Milben-Matratze                                                                           | Sven Schaller                                                        | 95.000€          | 30%      | 316.667€    | gemeinsam 95.000€ für 60%; gescheitert                  | Vural Öger Frank Thelen Judith Williams                  |
| 2.1 | Convida Mexikanische Fast-Food-Kette                                                                                      | Bastienne Föller, Markus Becker                                      | 55.000€          | 10%      | 550.000€    | nein                                                    | nein                                                     |
| 2.2 | Mycleaner Vor-Ort-Autoreinigungsservice                                                                                   | Abdula Hamed, Slawa Kister                                           | 250.000€         | 6%       | 4.166.667€  | 25.000€ für 50%; gescheitert                            | Judith Williams                                          |
| 2.3 | Headis Bekanntheit der Kopfball-Tischtennis-Sportart steigern                                                             | René Wegner                                                          | 300.000€         | 25%      | 1.200.000€  | nein                                                    | nein                                                     |
| 2.4 | Beli-Luu Hilfsmittel zur Lackierung von French Nails                                                                      | Maja und Johanna Vatralj                                             | 25.000€          | 30%      | 83.333€     | 25.000€ für 53%; gescheitert                            | Judith Williams                                          |
| 2.5 | Michael Hilgers | Michael Hilgers                                                      | 180.000€         | – 2.5    | – 2.5       | nein                                                    | nein                                                     |
| 2.6 | Denttabs Kau-Tabs zur Zahnreinigung                                                                                       | Axel Kaiser                                                          | 1.000.000€       | 4%       | 25.000.000€ | nein                                                    | nein                                                     |
| 2.7 | Jobbello Elastisches Gummiband zur Fixierung von Hemden in der Hose                                                       | Anita Lassak                                                         | 200.000€         | 10%      | 2.000.000€  | nein                                                    | nein                                                     |
| 3.1 | Knüppelknifte Stockbrot auf Edelstahlknüppel                                                                              | Erik Schwarzer, Florian Hermann                                      | 200.000€ 3.1     | – 3.1    | – 3.1       | nein                                                    | nein                                                     |
| 3.2 | Twinkle Kid Kindermütze mit reflektierender Bommel                                                                        | Antje Loesdau, Marvin Braun                                          | 84.000€          | 25%      | 336.000€    | je 30.000€ für 13,3 % = 90.000€ für 40%; gescheitert    | Vural Öger Frank Thelen Judith Williams                  |
| 3.3 | ZlideOn Reparaturset für Reißverschlüsse                                                                                  | Joachim Berndt, Andreas Schneider                                    | 150.000€         | 3%       | 5.000.000€  | nein                                                    | nein                                                     |
| 3.4 | softSTEPHeels Damenschuhe mit Stoßdämpfern                                                                                | Stephanie Kaiser, Roman Haidinger                                    | 350.000€         | 10%      | 3.500.000€  | nein                                                    | nein                                                     |
| 3.5 | Bewusstsein brauch Raum Kartenspiel                                                                                       | Katrin Linzbach                                                      | 65.000€          | 15%      | 433.333€    | nein                                                    | nein                                                     |
| 3.6 | Le Petit Raisin Wein in PET-Gläsern                                                                                       | Jonathan Goutkin, Daniel Dmitriouk                                   | 150.000€         | 15%      | 1.000.000€  | je 37.500€ für 10% = 150.000€ für 40%; gescheitert      | Vural Öger Jochen Schweizer Frank Thelen Judith Williams |
| 3.7 | Paul Ketz Pfandring Metallhalterung für Pfandflaschen für öffentliche Mülleimer                                           | Paul Ketz                                                            | 50.000€          | 20%      | 250.000€    | nein                                                    | nein                                                     |
| 4.1 | Catewalker Mobile Espressomaschine ohne Strom- und Wasseranschluss                                                        | Uwe Hartmann                                                         | 300.000€         | 30%      | 1.000.000€  | nein                                                    | nein                                                     |
| 4.2 | Erdbär – Freche Freunde Kinder-Snacks aus Obst und Gemüse                                                                 | Natascha und Alexander Neumann                                       | 750.000€         | 5%       | 15.000.000€ | nein                                                    | nein                                                     |
| 4.3 | Meisterclass Online-Plattform mit Anleitungsvideos für Stricken und Nähen                                                 | Linda Dannenberg                                                     | 80.000€          | 10%      | 800.000€    | nein                                                    | nein                                                     |
| 4.4 | Musicworks Teambuilding-Workshops zum Musizieren als Band                                                                 | Michael Reinhold, Steffen Merkel                                     | 40.000€          | 8%       | 500.000€    | 40.000€ für 25,1%                                       | Jochen Schweizer                                         |
| 4.5 | Feralstuff Modelabel; Wechseln von Motiven durch Klettverschluss                                                          | Jonas Sieben, Trutz von Klodt                                        | 50.000€          | 30%      | 166.667€    | nein                                                    | nein                                                     |
| 4.6 | Locca! LoccaMini: GPS-Ortungsgerät; LoccaPhone: Notfalltelefon für Kinder und ältere Menschen                             | Julian Breitenecker                                                  | 350.000€         | 7%       | 5.000.000€  | je 116.667€ für 4,66% = 350.000€ für 14%; gescheitert   | Vural Öger Jochen Schweizer Frank Thelen                 |
| 5.1 | St. Erhard Bamberger Kellerbier mit 5% Vol.                                                                               | Christian Klemenz                                                    | 350.000€         | 5%       | 7.000.000€  | nein                                                    | nein                                                     |
| 5.2 | my-lovesong.de Personalisierte Liebeslieder                                                                               | Kiu Ghaderi                                                          | 115.000€         | 25%      | 460.000€    | 115.000€ für 26%                                        | Jochen Schweizer                                         |
| 5.3 | InGirl fashiOn Highheel-Tatoos                                                                                            | Britta Schollbach                                                    | 35.500€          | 20%      | 177.500€    | nein                                                    | nein                                                     |
| 5.4 | Vepura – Veggie your life! Indische Küche als vegetarische Tiefkühlkost                                                   | Manoj Jain, Andreas Seibert                                          | 120.000€         | 10%      | 1.200.000€  | gemeinsam 120.000€ für 30%; gescheitert                 | Vural Öger Frank Thelen Judith Williams                  |
| 5.5 | Ella & Paul Kuscheltiere aus Handarbeit auf Basis von Kinderzeichnungen                                                   | Andreas Graap                                                        | 75.000€          | 30%      | 250.000€    | nein                                                    | nein                                                     |
| 5.6 | Chirotractor CT-L Trainingsgerät für Wirbelblockaden und Verspannungen im unteren Rückenbereich                           | Eduard Chen                                                          | 300.000€         | 10%      | 3.000.000€  | nein                                                    | nein                                                     |
| 6.1 | La Mode Abyssale Brautkleider für lesbische Brautpaare                                                                    | Helen Bender                                                         | 50.000€          | 20%      | 250.000€    | nein                                                    | nein                                                     |
| 6.2 | knick’n’clean Frischestäbchen für Kühlschränke                                                                            | Dipl.-Ing. Helrik Bobke                                              | 50.000€          | – 6.2    | 500.000€    | nein                                                    | nein                                                     |
| 6.3 | MeineSpielzeugkiste.de Kinderspielzeug im Abonnement leihen                                                               | Florian Metz, Florian Spathelf                                       | 150.000€         | 5%       | 3.000.000€  | 200.000€ für 10%                                        | Frank Thelen                                             |
| 6.4 | Clevershower Duschvorhang ohne Bohren                                                                                     | Michael Veith                                                        | 150.000€         | 15%      | 1.000.000€  | nein                                                    | nein                                                     |
| 6.5 | Bonds Sandalen mit Wechsel-Toppings                                                                                       | Marc Steinmetz, Stéphanie Kelter                                     | 300.000€         | 20%      | 1.500.000€  | nein                                                    | nein                                                     |
| 6.6 | Twins Fitness Kohlenhydratriegel auf Haferflockenbasis                                                                    | Florian und Karl Schmitt                                             | 150.000€         | 15%      | 1.000.000€  | nein                                                    | nein                                                     |
| 6.7 | Gobl Gürtel Reflektierender Sicherheitsgürtel                                                                             | Gottfried und Margot Blöchl                                          | 40.000€          | 100% 6.7 | 40.000€     | 40.000€ für 100%                                        | Vural Öger Judith Williams                               |
| 7.1 | HipTrips Online-Reiseplattform für Individual-Reisen                                                                      | Christina Borensky, Georg Schiffmann                                 | 150.000€         | 15%      | 1.000.000€  | 150.000€ für 26%                                        | Jochen Schweizer                                         |
| 7.2 | Fischbar Startkapital für Eröffnung eines neuen Fischbrötchen-Imbiss                                                      | Philipp Dornberger, Daniel Gieseler                                  | 80.000€          | 20%      | 400.000€    | nein                                                    | nein                                                     |
| 7.3 | SnugglePad Schlafsack für Hunde                                                                                           | Marina Viefhues                                                      | 40.000€          | 20%      | 200.000€    | nein                                                    | nein                                                     |
| 7.4 | Holzhackhilfe Baumstumpf-Manschette zum Holz hacken                                                                       | Jens Schlappkohl-Berlitz                                             | 40.000€          | 100% 7.4 | 40.000€     | nein                                                    | nein                                                     |
| 7.5 | Adamus & Evamus Taschen-WC für unterwegs                                                                                  | Marc Collinet                                                        | 150.000€         | 5%       | 3.000.000€  | je 50.000€ für 9% = 150.000€ für 27%; gescheitert       | Vural Öger Jochen Schweizer Judith Williams              |
| 7.6 | K&K Pirate Business Wear Kleidungsstücke aus alten Feuerwehrschläuchen                                                    | Kai Rudat, Kerstin Klockow                                           | 80.000€          | 10%      | 800.000€    | nein                                                    | nein                                                     |
| 7.7 | Bob Barrel Ahorn-Limonade                                                                                                 | Ruben Hoffmann, Jonas Kuball                                         | 40.000€          | 20%      | 200.000€    | nein                                                    | nein                                                     |
| 8.1 | G-Flop Offener Golfschuh, ein FlipFlop für den Golfplatz                                                                  | Susan Schmelzer                                                      | 50.000€          | 10%      | 500.000€    | nein                                                    | nein                                                     |
| 8.2 | M.A.K.S. Therapiesack hilft, die Wirbelsäule und Halswirbel zu therapieren                                                | Michael Bol, Mario Greuel                                            | 70.000€          | – 8.2    | – 8.2       | je 30.000€ für 16,7% = 90.000€ für 50%; gescheitert 8.2 | Vural Öger Frank Thelen Judith Williams                  |
| 8.3 | AbschleppStopp Gerät an Windschutzscheiben, das von außen vor dem Abschleppen betätigt wird, um den Besitzer zu erreichen | Daniel Kalliontzis                                                   | 50.000€          | 10%      | 500.000€    | nein                                                    | nein                                                     |
| 8.4 | Protero Gastronomie- & Einzelhandels-Konzept basierend auf proteinhaltigen Zutaten                                        | Samuel Weyrauch, Michael Mallek, Irenaeus Chukwuemeka, Marcel Mallek | 250.000€         | 20%      | 1.250.000€  | nein                                                    | nein                                                     |
| 8.5 | Scube Holzwürfel als Raum für den privaten oder gewerblichen Einsatz                                                      | Tanja Rathmann, Marius Jast                                          | 300.000€         | 20%      | 1.500.000€  | nein                                                    | nein                                                     |
| 8.6 | Plöpper Flaschenöffner | Christian Kamphausen, Fabian Effey                                   | 500.000€         | 35%      | 1.428.571€  | nein                                                    | nein                                                     |
| 8.7 | Calmdura Lithium-Ionen-basierende Akkusysteme                                                                             | Viktor Fischer                                                       | 180.000€         | 22,5%    | 800.000€    | je 60.000€ für 10% = 180.000€ für 30%; gescheitert      | Vural Öger Jochen Schweizer Lencke Steiner               |
| 9.1 | Clicc Mobile Solarmodul für Smartphones                                                                                   | Oliver Lang, Andreas Gruba                                           | 250.000€         | 10%      | 2.500.000€  | nein                                                    | nein                                                     |
| 9.2 | Ice2go Getränkekühler für Einsatz in Getränkekisten                                                                       | Thomas Emthaus, Alex Schenk                                          | 20.000€/Jahr 9.2 | – 9.2    | – 9.2       | nein                                                    | nein                                                     |
| 9.3 | Kleiderei Ausleihe von Mode und Accessoires                                                                               | Thekla Wilkening, Pola Fendel                                        | 70.000€          | – 9.3    | – 9.3       | nein                                                    | nein                                                     |
| 9.4 | Foodist Versand von Feinkost-Lebensmitteln im Abonnement                                                                  | Andreas Brandt, Alexander Djordjevic, Ole Schaumberg                 | 125.000€         | 5%       | 2.500.000€  | nein                                                    | nein                                                     |